# Branko Kralj
Branko Kralj (ur. 10 marca 1924 w Zagrzebiu, zm. 18 grudnia 2012 tamże) – piłkarz chorwacki grający na pozycji bramkarza. W swojej karierze rozegrał 3 mecze w reprezentacji Jugosławii.

## Kariera klubowa
Swoją karierę piłkarską Kralj rozpoczął w klubie HŠK Concordia Zagrzeb. W latach 1942–1945 grał w nim w lidze chorwackiej, którą w 1942 roku wygrał. W 1945 roku klub został rozwiązany, a sam zawodnik odszedł do Boraca Zagrzeb, który w 1951 roku zmienił nazwę na NK Zagreb. W 1949 roku awansował z Boracem z trzeciej do drugiej ligi jugosłowiańskiej. W latach 1951–1952 grał w pierwszej lidze.
W 1952 roku Kralj odszedł do Dinama Zagrzeb. Grał w nim do końca swojej kariery, czyli do 1956 roku. W 1954 roku wywalczył z Dinamem mistrzostwo Jugosławii.
| Sezon   | Klub                  | Kraj       | Rozgrywki     | Mecze | Bramki |
| ------- | --------------------- | ---------- | ------------- | ----- | ------ |
| 1942    | HŠK Concordia Zagrzeb | Chorwacja  | Hrvatska Liga | ?     | ?      |
| 1943    | HŠK Concordia Zagrzeb | Chorwacja  | Hrvatska Liga | ?     | ?      |
| 1944    | HŠK Concordia Zagrzeb | Chorwacja  | Hrvatska Liga | ?     | ?      |
| 1945    | HŠK Concordia Zagrzeb | Chorwacja  | Hrvatska Liga | ?     | ?      |
| 1946/47 | Borac Zagrzeb         | Jugosławia | Treća liga    | ?     | ?      |
| 1947/48 | Borac Zagrzeb         | Jugosławia | Treća liga    | ?     | ?      |
| 1948/49 | Borac Zagrzeb         | Jugosławia | Treća liga    | ?     | ?      |
| 1950    | Borac Zagrzeb         | Jugosławia | Druga liga    | ?     | ?      |
| 1951    | NK Zagreb             | Jugosławia | Prva liga     | 14    | 0      |
| 1952    | NK Zagreb             | Jugosławia | Prva liga     | 1     | 0      |
| 1952/53 | Dinamo Zagrzeb        | Jugosławia | Prva liga     | 5     | 0      |
| 1953/54 | Dinamo Zagrzeb        | Jugosławia | Prva liga     | 16    | 0      |
| 1954/55 | Dinamo Zagrzeb        | Jugosławia | Prva liga     | 24    | 0      |
| 1955/56 | Dinamo Zagrzeb        | Jugosławia | Prva liga     | 18    | 0      |
| 1956/57 | Dinamo Zagrzeb        | Jugosławia | Prva liga     | 14    | 0      |

## Kariera reprezentacyjna
Był rezerwowym zawodnikiem na igrzyskach olimpijskich w 1952 w Helsinkach, na których zespół Jugosławii zdobył srebrny medal. W reprezentacji Jugosławii Kralj zadebiutował 17 października 1954 roku w wygranym 5:1 towarzyskim spotkaniu z Turcją. W tym roku został powołany do kadry na mistrzostwa świata w Szwajcarii, na których był rezerwowym i nie rozegrał żadnego meczu. W reprezentacji Jugosławii od 1954 do 1955 roku rozegrał 3 spotkania.
| Mecze i gole w reprezentacji | Mecze i gole w reprezentacji | Mecze i gole w reprezentacji | Mecze i gole w reprezentacji | Mecze i gole w reprezentacji | Mecze i gole w reprezentacji | Mecze i gole w reprezentacji |
| #                            | Data                         | Stadion                      | Rywal                        | Wynik                        | Gol                          | Rozgrywki                    |
| 1954                         | 1954                         | 1954                         | 1954                         | 1954                         | 1954                         | 1954                         |
| ---------------------------- | ---------------------------- | ---------------------------- | ---------------------------- | ---------------------------- | ---------------------------- | ---------------------------- |
| 1.                           | 17.10.1954                   | Sarajewo, Jugosławia         | Turcja                       | 5:1                          | 0                            | towarzyski                   |
| 1955                         |                              |                              |                              |                              |                              |                              |
| 2.                           | 15.05.1955                   | Belgrad, Jugosławia          | Szkocja                      | 2:2                          | 0                            | towarzyski                   |
| 3.                           | 19.10.1955                   | Dublin, Irlandia             | Irlandia                     | 4:1                          | 0                            | towarzyski                   |